# 안동 마애리 석조비로자나불좌상
안동 마애리 석조비로자나불좌상(安東 麻崖里 石造毘盧舍那佛坐像)은 경상북도 안동시 풍산읍 마애리에 있는 불상이다. 1972년 12월 29일 경상북도의 유형문화재 제17호로 지정되었다.

## 개요
8각의 연꽃무늬 대좌(臺座)위에 대좌 위에 앉아 있는 이 불상은 진리의 세계를 두루 통솔한다는 의미를 지닌 비로자나불로 오랫동안 방치되어 얼굴 부분의 마멸이 심하다.
머리에는 상투 모양의 머리묶음이 낮게 솟아 있으며, 갸름한 얼굴은 이목구비가 정연하다. 신체는 균형을 이룬 단정한 모습인데, 가슴에 모아 왼손 검지를 오른손으로 감싸고 있는 두 손은 작은 듯 하면서 단정한 신체와 잘 조화되어 있다. 양 어깨를 감싼 옷은 몸에 밀착되어 신체의 윤곽이 잘 드러나며, 배부근에는 띠매듭이 표현되었고, 두 팔에 걸쳐 평행옷주름이 조각되어 있다.
8각형의 대좌는 상·중·하대와 지대석으로 이루어졌는데, 상대에는 연꽃이, 중대 각면에는 보살상이, 하대에는 아래로 향한 연꽃이 조각되어 있다. 또한 지대석 각 면에는 안상(眼象), 동물상 등이 도드라지게 표현되었다.
이 불상은 통일신라 후기에 유행한 석조비로자나불상의 양식적 특징을 보여주는 작품으로서 9세기경에 만들어진 것으로 추정된다.

## 참고 자료
- 마애석조비로자나불좌상 - 국가유산청 국가유산포털